# Aloys av Liechtenstein (1869–1955)
Aloys av Liechtenstein född den 17 juni 1869, död den 16 mars 1955, var son till furst Alfred Aloys av Liechtenstein och hans gemål, furstinnan Henriette av Liechtenstein.
Gift i Wien 20 april 1903 med ärkehertiginnan Elisabeth av Österrike (1878–1960), dotter till ärkehertig Karl Ludwig av Österrike och Maria Theresa av Portugal.

## Barn
1. Frans Josef II av Liechtenstein (1906–1989)
2. Maria Theresia av Liechtenstein (1908–1973) gift med greve Arthur Strachwitz von Gross-Zauche und Camminetz
3. Karl Alfred av Liechtenstein (1910–1985) gift med ärkehertiginnan Agnes av Österrike
4. Georg Hartmann Maria av Liechtenstein (1911–1998) gift med Marie-Christine av Württemberg
5. Ulrich Dietmar av Liechtenstein (1913–1978) ogift
6. Marie Henriette Theresia av Liechtenstein (1914–) gift med greve Peter von Eltz gen. Faust von Stromberg
7. Aloys Heinrich av Liechtenstein (1917–1967) ogift
8. Heinrich Hartneid Maria av Liechtenstein (1920–1993) gift med grevinnan Amalie von Podstatzky-Liechtenstein